# Werner Vogel (Physiker)
Werner Vogel (* 3. September 1952 in Penig) ist ein deutscher Physiker.

## Leben
Nach seinem Abitur im Jahr 1971 in Rochlitz (Sachsen) studierte Vogel an der Friedrich-Schiller-Universität Jena. Von 1975 bis 1989 war er dort wissenschaftlicher Assistent, es folgten im Jahr 1980 die Promotion sowie im Jahr 1986 die Habilitation mit einem Thema zur Resonanzfluoreszenz. Anschließend wurde er Hochschuldozent für Theoretische Physik an der Pädagogischen Hochschule Güstrow.
Von 1992 bis 2018 war er Professor für Theoretische Physik an der Universität Rostock und leitete dort den Bereich „Theoretische Quantenoptik“.
Gemeinsam mit Dirk-Gunnar Welsch (em. Professor an der Universität Jena) ist er Autor des Standardwerkes der Quantenoptik Lectures on Quantum Optics, das 1994 erstmals und 2006 unter dem Titel  Quantum Optics in dritter und erweiterter Auflage mit besonderem Schwerpunkt auf aktuellen Forschungstrends erschien.

## Veröffentlichungen
- Werner Vogel, Dirk-Gunnar Welsch: Lectures on quantum optics. Akademie-Verlag, Berlin 1994, ISBN 978-3-05-501387-4.
- Werner Vogel, Henry Kalb: Large-scale solar thermal power: technologies, costs and development. Wiley-VCH-Verlag, Weinheim 2010, ISBN 978-3-527-40515-2.